# Breynia elegans
Breynia elegans is een zee-egel uit de familie Loveniidae.
De wetenschappelijke naam van de soort werd in 1948 gepubliceerd door Theodor Mortensen.